# Тишауци (Сучава)
Тишауци (рум. Tișăuți) насеље је у Румунији у округу Сучава у општини Ипотешти. Oпштина се налази на надморској висини од 278 m.

## Становништво
Према подацима из 2002. године у насељу је живело 816 становника, од којих су сви румунске националности.